# 末広透
末広 透（すえひろ とおる、1984年3月14日 - ）は、日本の俳優。千葉県出身。
身長161cm、血液型はO型。妹は女優の末広ゆい。関東国際高等学校演劇科卒業。

## 略歴
子どもモデルとして活動し、1993年、イマジンミュージカル『ナンとジョー先生』で子役デビュー。関東国際高等学校演劇科卒業後、倉本聰主宰の富良野塾に19期生として入塾。大判社に所属。

## 出演

### テレビドラマ
NHK
- 大河ドラマ 龍馬伝 第11話（2010年） - 上士役

TBS
- 花王愛の劇場 ラブの贈りもの （1996年） - ツヨシ役
- ブラッディ・マンデイ 第9話〜第11話（2008年） - Jの部下"NEKO"役

フジテレビ
- 学校の怪談G 食鬼（1998年） - 直人役
- 硫黄島〜戦場の郵便配達〜（2006年）
- 千の風になって ドラマスペシャル なでしこ隊〜少女達だけが見た“特攻隊”封印された23日間〜（2008年） - トラック兵士役
- アタシんちの男子（2009年） - 藤岡裕介役
- シグナル 長期未解決事件捜査班（2018年） - 望月三郎役

テレビ朝日
- BLACK OUT（1996年） - 吉崎役
- 土曜ワイド劇場 棘の街（2011年） - 秋山武役
- 相棒
  - （2012年） - 三隅慎二
  - （2017年） - 中山肇

テレビ東京
- 宇宙犬作戦 第8話（2010年） - 付き人役

WOWOW
- 連続ドラマW 眼の壁 第1話（2022年6月19日）- 寺本靖 役

### 映画
- 東京夜曲（1996年、市川準監督）
- うなぎ（1997年、今村昌平監督）
- 元気の神様（1998年、中村幻児監督）
- FLOWERS*（2004年、巽祐一郎監督） - 作弥役
- まいっちんぐマチコ先生 THE MOVIE 〜OH!コスプレ大作戦〜（2004年、河崎実監督）
- パイルドライバー（2005年、石川均監督） - 踊る受験生役
- 大阪ハムレット（2007年、光石富士朗監督）
- クローズZERO II（2008年、三池崇史監督） - 鳳仙学園生徒役
- クジラ 極道の食卓（2008年、横山一洋監督） - 昼間部生徒B役
- ハングリーハート（2010年、横山一洋監督） - 予備校生徒役
- おにいちゃんのハナビ（2010年、国本雅広監督） - 三浦聖二役
- GANTZ（2011年、佐藤信介監督） - 黒服星人役

### オリジナルビデオ
- 女陰陽師（2004年、東海林毅監督） - 大里中役
- 実説 沖縄ヤクザ抗争録（2008年、旭正嗣監督） - 大城役
- 修羅の荒野2 迷い道（2008年、市川徹監督） - 村松役
- 修羅の荒野3 宿命篇（2008年、市川徹監督） - 火明組組員役

### 舞台
イマジンミュージカル
- ナンとジョー先生（1993年） - ロブ役

小椋佳 アルゴミュージカル
- 小猿物語（1994年） - MC役

大川タケシ主宰 真心座
- 続・ぎんぎんぎらぎら（2002年） - 裕太役

倉本聰主宰
- 富良野塾
  - 富良野塾記念公演「谷は眠っていた」（2003年） - トオル役
  - 20周年記念公演「地球光りなさい」（2004年） - 樹役
  - 20周年記念公演「谷は眠っていた 2004」（2004年） - トオル役
- 富良野GROUP
  - 歸國（2011年） - 英霊役

ニングルの風プロデュース公演
- 「ニングル」（2005年、作・倉本聰） - 坂本光介役

劇団浮草テント
- 「ピエロのメイクが決まらない」（2005年） - 主演・雨宮淳志役

杵屋彌三右衛門主宰 長唄コンサート「耳から心へシリーズ」
- 杵屋彌三右衛門創作長唄 「山」（2005年） - 朗読

吉本興業
- THE☆青春〜俺たちの都電物語（2006年） - ヤスオ役

### 声優
- セガサターンゲームソフト リアルサウンド 〜風のリグレット〜（1997年） - 野々村博司役
- 忍者特捜 ジャンスティーウィンドNEO（2011年、U局） - ガマ魔人ゲルゲッソー役